# Les Morreres del Pare Montfort
Les Morreres del Pare Montfort és una serra situada al municipi de Lleida a la comarca del Segrià, amb una elevació màxima de 322 metres.